# Nicolas Lebègue
Pour les articles homonymes, voir Lebègue.
 (mars 2024).
Nicolas-Antoine Lebègue (ou le Begue), né à Laon en 1631 et mort à Paris le 6 juillet 1702 rue Simon Le Franc, est un compositeur, organiste et claveciniste français de la période baroque.

## Biographie
Nicolas Lebègue est fils et petit-fils de meuniers. Sa famille, dont les membres sont artisans, est alliée par plusieurs mariages à celle des peintres Le Nain, également originaires de Laon : en particulier son père, Antoine Lebègue (1600-1691) a épousé le 17 novembre 1630 Marie Le Nain (morte vers 1655), une cousine germaine des trois frères peintres et qui est la mère du musicien et d'une fille prénommée Marie. Le père se remarie en 1656 avec une femme beaucoup plus jeune que lui, Barbe Millard (1626-1685) qui lui donnera six autres enfants.
On ne connaît aucun détail sur la jeunesse et la formation notamment musicale d'Antoine Lebègue ; on sait seulement qu'il a un oncle, Nicolas Lebègue (1604-1673) qui est « maître joueur d'instruments ».
Toutefois, il semble possible qu'il ait été élève de Jacques Champion de Chambonnières - en tous les cas il a fréquenté plusieurs de ses disciples.
Il s'établit à Paris vers 1656, et est nommé organiste titulaire de l'église Saint-Merry en 1664, poste qu'il occupe jusqu'à sa mort. Il reste célibataire toute sa vie et laisse le souvenir d'un homme paisible, pieux et généreux - un homme de bien.
Sa renommée est grande, en tant qu'interprète, compositeur et professeur (il a pour élèves notamment Geoffroy, Grigny, d'Agincourt, probablement Jullien et d'autres comme Pierre Dandrieu). C'est également un expert en facture très demandé pour sa probité et ses compétences universellement reconnues.
Il est nommé en 1678, après le décès de Joseph Chabanceau de La Barre qui était l'unique titulaire, l'un des quatre organistes de la Chapelle royale, avec Nivers, Buterne et Thomelin.

## Œuvre
À l'orgue (instrument avec lequel il est très attentif à la registration) comme au clavecin, Lebègue intègre les nouveautés de style, inaugure ou met au point et organise les formes musicales. Il inaugure ainsi, avec Nivers, le genre de la suite pour orgue. Il serait le premier à écrire des solos de Tierce en taille, c'est-à-dire que la mélodie ornementée est confiée à la main gauche de l'exécutant, alors que la main droite joue l'accompagnement harmonique sur un autre clavier avec une registration douce et que les pieds assurent la basse sur les « Flustes ».
Pour le clavecin, il est le premier à utiliser le terme de « suite » et à inclure des préludes non mesurés dans des recueils imprimés, en s'efforçant d'expliquer la manière de les jouer.
Son œuvre comprend :
- Trois livres d'orgue :

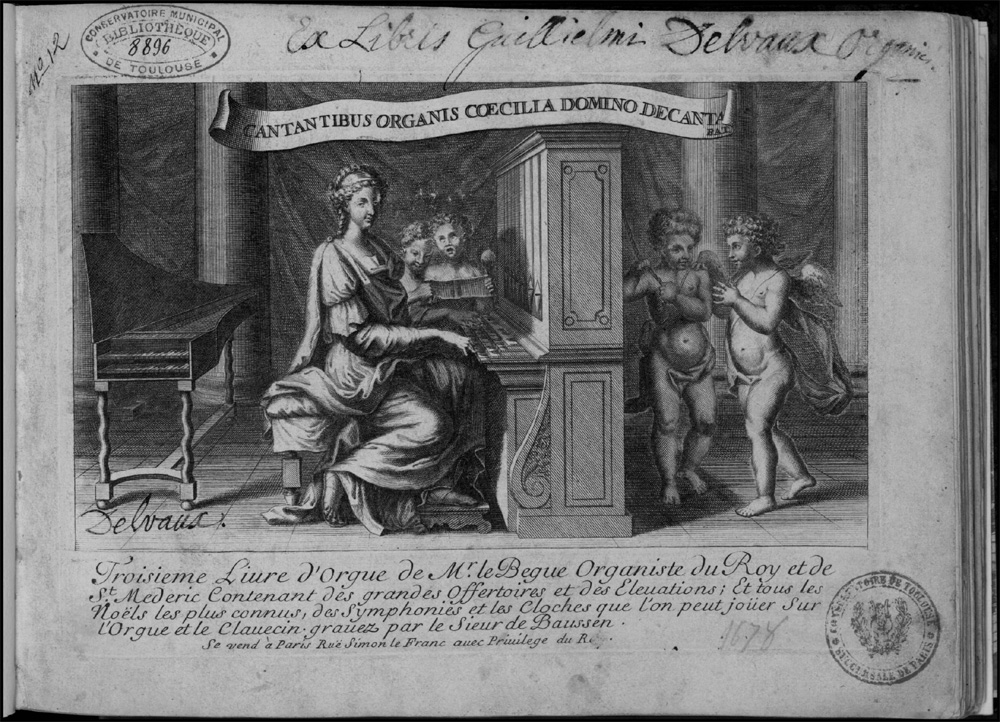
Page titre du Troisième livre d'orgue (1685) de Nicolas Lebègue.

  - 1676 : Premier livre des pièces d'orgues... avec les varietez, les agréements et la manière de toucher l'orgue à présent sur tous les jeux, et particulièrement ceux qui sont peu en usage dans les provinces comme la tierce et cromorne en taille... : 8 suites pour orgue dans les 8 tons ecclésiastiques; réédité chez Lesclop, à Paris, en 1682, avec quelques modifications à l'ornementation en particulier.
  - 1678 : Second livre d'orgue de Monsieur Le Begue,... contenant des pièces courtes et faciles sur les huit tons de l'Église et la Messe des festes solemnelles : 1 messe et versets de Magnificat dans les 8 tons ecclésiastiques; réédité chez Lesclop, à Paris, en 1682.
  - 1685 : Troisième livre d'orgue... contenant des grandes offertoires et des Elevations ; et tous les Noëls les plus connus, des simphonies et les cloches que l'on peut jouer sur l'orgue et le clavecin : 10 offertoires, 4 simphonies, 9 noëls variés, les Cloches, 8 élévations.

NB : 16 des pièces d'orgue de Lebègue ont été identifiées parmi les 398 pièces anonymes contenues dans le Livre d'Orgue de Montréal.
- Deux livres de pièces de clavecin (1677 et 1687). Ces œuvres connaissent une diffusion dans toute l'Europe et deux de ses suites ont été faussement attribuées à Buxtehude.
- Un livre de motets pour voix et basse continue (1687)
- Une hymne (1698)

Il est également l'auteur d'une Méthode pour toucher l'orgue.

## Discographie
- France Orgue Discographie exhaustive établie par Alain Cartayrade.
- Premier livre d'orgue, Jean-Patrice Brosse (Orgue de la cathédrale de Saint-Bertrand de Comminges) - 2 CD Arion 2002.
- Pièces de clavessin, premier et second livres - Paola Erdas, clavecin Augusto Bonza d'après Jean-Henri Hemsch (11-12 juillet 2002, Stradivarius STR 33673) (OCLC 163542548)
- Complete Works for Harpsichord (Nicolas Lebègue & Jacques Hardel), Karen Flint, clavecins Ioannes Ruckers de 1627 et 1635, 3 CD Plectra, PL21401 avec un livret documenté, 2014.
- Les Pièces de clavessin, Livre 1 (1677), Second Livre de clavessin (1687), Agustin Alvarez, clavecin. 3 CD Brillant classics 2019.